# Canterbury East
Canterbury East (ang: Canterbury East railway station) – stacja kolejowa w Canterbury, w hrabstwie Kent, w Anglii, w Wielkiej Brytanii. Jest obsługiwana przez spółkę Southeastern. Została otwarta w 1860.
W okresie od kwietnia 2021 do marca 2022 z usług stacji skorzystało 770 802 pasażerów.